# ラトビア農民連合
ラトビア農民連合（ラトビアのうみんれんごう ラトビア語：Latvijas Zemnieku savienība）は、バルト三国の一つであるラトビア共和国における政党。同国における農民の利益を代表している（農民党）。党首（議長）はAugusts Brigmanis。

## 概要
第二次世界大戦前の1917年に結成された同名の政党を承継する形で、1990年に結成された。その後、1991年2月の復活総会を経て正式に政党登録された。戦前のラトビア大統領で農民党の党首でもあったカールリス・ウルマニス（Kārlis Ulmanis）を大叔父とするグンティス・ウルマニス（Guntis Ulmanis）が党首に選ばれ、戦前の党員も加わった。
独立後、初めて行われた1993年6月のサエイマ選挙では10％台の得票を得て100議席中12議席を獲得、第4党となった。選挙後、第1党となった「ラトビアの道」とともに政権の一翼を担った（～1994年）。また党首であるウルマニスは独立回復後、初代大統領に選出され2期8年務めた（なお大統領選出後、ウルマニスは名誉党員となった）。1995年のサエイマ選挙ではラトビアキリスト教民主連合とラトガレ民主党と共に共通リストを作成して選挙に挑んだが、前回を下回る8議席に留まった。その後、党勢は低落傾向となり、1998年サエイマ選挙では議席阻止線である得票率5％を下回る2％台に留まり、議席を獲得できなかった。
2002年サエイマ選挙では、「ラトビア緑の党」（LZP：Latvijas Zemnieku savienība）と選挙連合「緑と農民の連合」（ZZS：Zaļo un Zemnieku savienība）を結成し選挙に挑み、9％台の得票を得て12議席を獲得した（内7議席がLZS）。2002年以降、中道政党ラトビア農民連合（Centriskā partija Latvijas Zemnieku savienība）として、本来の支持層である農民以外の利益も代表する政党としての立場を主張するようになった。2006年サエイマ選挙でZZSは前回選挙を大きく上回る17％弱の得票を得て18議席を獲得、第2党となった。4年後の2010年サエイマ選挙では20％弱の得票を得て前回比4議席増の22議席を得たが、第3党に後退した。この間、一貫して政権与党の一翼を担い続けてきた。
2011年7月に行われた国民投票の結果を受けて行われた同年9月のサエイマ選挙でZZSは12％台の得票で13議席に留まり、前回選挙を大きく下回る結果となり、敗北した。